# Bill Hanzlik
William Henry "Bill" Hanzlik (ur. 6 grudnia 1957 r. w Middletown) – amerykański koszykarz, obrońca, zaliczony do drugiego składu najlepszych obrońców NBA, późniejszy trener.

## Osiągnięcia
NCAA
- Uczestnik rozgrywek:
  - NCAA Final Four (1978)
  - Elite 8 turnieju NCAA (1978, 1979)
  - Sweet 16 turnieju NCAA (1977–1979)
  - II rundy turnieju NCAA (1977–1980)

NBA
- Wybrany do II składu defensywnego NBA (1986)[1]
- Lider play-off w skuteczności rzutów wolnych (1990 - wspólnie z Markiem Pricem, Rolando Blackmanem, Johnem Paxsonem)[2]

Reprezentacja
- Członek:
  - kadry olimpijskiej na igrzyska w Moskwie (1980), które zostały zbojkotowane przez USA. Zespół wziął wtedy udział w trasie pokazowej "Gold Medal Series", występując przeciw składom NBA All-Star oraz drużynie olimpijskiej z 1976 roku[3]
  - reprezentacji biorącej udział w trasie po Chinach (1979)[4]
- Uczestnik pucharu – FIBA Intercontinental Cup (1979 – kontynent amerykański)[4]